# Grammy Awards 1965
Seit 1959 zum siebten Mal wurden bei den Grammy Awards 1965 die besten Leistungen des Vorjahres im Musikgeschäft ausgezeichnet.
Den Grammy bekamen Preisträger in 47 Kategorien aus 15 Feldern. Nach 1962 gab es zum zweiten Mal zusätzlich einen Ehrengrammy für das Lebenswerk.

## Hauptkategorien
Single des Jahres (Record of the Year):
- The Girl from Ipanema von Astrud Gilberto und Stan Getz

Album des Jahres (Album of the Year):
- Getz/Gilberto von João Gilberto und Stan Getz

Song des Jahres (Song of the Year):
- Hello, Dolly! von Louis Armstrong (Autor: Jerry Herman)

Bester neuer Künstler (Best New Artist):
- The Beatles

## Pop
Beste weibliche Gesangsdarbietung (Best Vocal Performance, Female):
- People von Barbra Streisand

Beste männliche Gesangsdarbietung (Best Vocal Performance, Male):
- Hello, Dolly! von Louis Armstrong

Beste Darbietung einer Gesangsgruppe (Best Performance By A Vocal Group):
- A Hard Day's Night von den Beatles

Beste Darbietung eines Chors (Best Performance By A Chorus):
- The Swingle Singers Going Baroque von den Swingle Singers

Beste Instrumentaldarbietung (Best Instrumental Performance):
- The Pink Panther Theme von Henry Mancini

Beste Rock-and-Roll-Aufnahme (Best Rock And Roll Recording):
- Downtown von Petula Clark

## Rhythm & Blues
Beste R&B-Aufnahme (Best Rhythm & Blues Recording):
- How Glad I Am von Nancy Wilson

## Country
Beste weibliche Gesangsdarbietung – Country & Western (Best Country & Western Vocal Performance – Female):
- Here Comes My Baby von Dottie West

Beste männliche Gesangsdarbietung – Country & Western (Best Country & Western Vocal Performance – Male):
- Dang Me von Roger Miller

Beste Country & Western Single (Best Country & Western Single):
- Dang Me von Roger Miller

Bester Country-und-Western-Song (Best Country & Western Song):
- Dang Me von Roger Miller (Autor: Roger Miller)

Bestes Country & Western Album (Best Country & Western Album):
- Dang Me / Chug-A-Lug von Roger Miller

Bester neuer Country-und-Western-Künstler (Best New Country & Western Artist):
- Roger Miller

## Jazz
Beste Jazz-Instrumentaldarbietung – Kleingruppe oder Solist mit Kleingruppe (Best Jazz Instrumental Performance – Small Group Or Soloist With Small Group):
- Getz/Gilberto für Stan Getz

Beste Jazz-Instrumentaldarbietung – Großgruppe oder Solist mit Großgruppe (Best Jazz Instrumental Performance – Large Group Or Soloist With Large Group):
- Guitar From Ipanema von Laurindo Almeida

Beste Jazz-Originalkomposition (Best Original Jazz Composition):
- The Cat (Komponist: Lalo Schifrin)

## Gospel
Beste musikalische Gospel- oder andere religiöse Aufnahme (Best Gospel Or Other Religious Recording, Musical):
- Great Gospel Songs von Tennessee Ernie Ford

## Folk
Beste Folk-Aufnahme (Best Folk Recording):
- We'll Sing In The Sunshine von Gale Garnett

## Für Kinder
Beste Aufnahme für Kinder (Best Recording For Children):
- Mary Poppins von Julie Andrews, Dick Van Dyke, Glynis Johns, David Tomlinson und Ed Wynn

## Sprache
Beste Aufnahme Dokumentation, gesprochener Text oder Schauspiel ohne Comedy (Best Documentary Or Spoken Word Recording Other Than Comedy):
- BBC Tribute to John F. Kennedy von That Was the Week That Was

## Comedy
Beste Comedy-Darbietung (Best Comedy Performance):
- I Started Out As a Child von Bill Cosby

## Musical Show
Beste Musik eines Original-Cast-Show-Albums (Best Score From An Original Cast Show Album):
- Funny Girl von der Originalbesetzung mit Barbra Streisand, Sydney Chaplin, Danny Meehan, Kay Medford, Jean Stapleton und John Lankston (Komponisten: Jule Styne, Robert Merrill)

## Komposition / Arrangement
Beste Instrumentalkomposition (ohne Jazz) (Best Instrumental Composition – Other Than Jazz):
- The Pink Panther Theme (Komponist: Henry Mancini)

Beste Originalmusik geschrieben für einen Film oder ein Fernsehshow (Best Original Score Written For A Motion Picture Or Television Show):
- Mary Poppins von Julie Andrews, Dick Van Dyke und verschiedenen Interpreten (Komponisten: Richard M. Sherman, Robert B. Sherman)

Bestes Instrumentalarrangement (Best Instrumental Arrangement):
- The Pink Panther Theme (Arrangeur: Henry Mancini)

Bestes Arrangement als Gesangs- oder Instrumentbegleitung (Best Accompaniment Arrangement For Vocalists Or Instrumentalists):
- People von Barbra Streisand (Arrangeur: Peter Matz)

## Packages und Album-Begleittexte
Bestes Album-Cover, Klassik (Best Album Cover, Classical):
- Saint-Saëns: Karneval der Tiere / Britten: The Young Person's Guide To The Orchestra von Arthur Fiedler (Künstlerischer Leiter: Robert M. Jones; Grafiker: Jan Balet)

Bestes Album-Cover, ohne Klassik (Best Album Cover, Other Than Classical):
- People von Barbra Streisand (Künstlerischer Leiter: Robert Cato; Fotograf: Don Bronstein)

Bester Album-Begleittext (Best Album Notes):
- Mexico (Legacy Collection) von Carlos Chávez (Verfasser: Stanton Catlin)

## Produktion und Technik
Beste technische Aufnahme, ohne klassische Musik (Best Engineered Recording, Non-Classical):
- Getz/Gilberto von Stan Getz und João Gilberto (Technik: Phil Ramone)

Beste technische Aufnahme (Best Engineered Recording):
- Britten: The Young Person's Guide To The Orchestra vom Philharmonia Orchestra unter Leitung von Carlo Maria Giulini (Technik: Douglas Larter)

Beste technische Aufnahme, Spezialeffekte (Best Engineered Recording, Special Or Novel Effects):
- The Chipmunks Sing The Beatles von Alvin und die Chipmunks (Technik: Dave Hassinger)

## Klassische Musik
Bestes Klassik-Album (Best Classical Album):
- Bernstein: Symphonie Nr. 3 "Kaddish" der New Yorker Philharmoniker unter Leitung von Leonard Bernstein

Beste klassische Orchesterdarbietung (Best Performance – Orchestra):
- Mahler: Symphonie Nr. 5 / Berg: Wozzeck (Auszüge) vom Boston Symphony Orchestra unter Leitung von Erich Leinsdorf

Beste Opernaufnahme (Best Opera Recording):
- Bizet: Carmen von Franco Corelli, Mirella Freni, Robert Merrill, Leontyne Price und den Wiener Philharmonikern unter Leitung von Herbert von Karajan

Beste Chor-Darbietung (ohne Oper) (Best Choral Performance Other Than Opera):
- Britten: A Ceremony Of Carols vom Robert Shaw Chorale

Beste Soloinstrument-Darbietung mit Orchester (Best Performance – Instrumental Soloist or Soloists With Orchestra):
- Prokofjew: Violinkonzert Nr.1 in D-Dur von Isaac Stern und dem Philadelphia Orchestra unter Leitung von Eugene Ormandy

Beste Soloinstrument-Darbietung ohne Orchester (Best Performance – Instrumental Soloist or Soloists Without Orchestra):
- Vladimir Horowitz Plays Beethoven, Debussy, Chopin von Vladimir Horowitz

Beste Kammermusik-Darbietung – Gesang (Best Chamber Music Performance – Vocal):
- It Was A Lover And His Lass von New York Pro Musica unter Leitung von Noah Greenberg

Beste Kammermusik-Darbietung – Instrumental (Best Classical Chamber Music Performance – Instrumental):
- Beethoven: Trio Nr. 1 in E-Moll, Op. 1 von Jascha Heifetz, Jacob Lateiner und Gregor Piatigorsky

Beste Solo-Gesangsdarbietung (mit oder ohne Orchester) (Best Vocal Soloist Performance With Or Without Orchestra):
- Berlioz: Nuits d'été (Liedzyklus) / Falla: El amor brujo von Leontyne Price und dem Chicago Symphony Orchestra unter Leitung von Fritz Reiner

Beste Komposition eines zeitgenössischen Komponisten (Best Composition by a Contemporary Composer):
- Concerto von Samuel Barber

Vielversprechendster neuer Künstler – Klassikaufnahmen (Most Promising New Classical Recording Artist):
- Marilyn Horne

## Lifetime Achievement Grammy Awards
- Frank Sinatra